# Sigapiton
Sigapiton is een bestuurslaag in het regentschap Toba Samosir van de provincie Noord-Sumatra, Indonesië. Sigapiton telt 375 inwoners (volkstelling 2010).